# Boudouyel
Boudouyel est une localité du Cameroun située dans l'arrondissement de Bogo, le département du Diamaré et la région de l’Extrême-Nord.

## Population
En 1975, la localité comptait 104 habitants, 87 Peuls et 17 Mousgoum.
Lors du recensement de 2005, on y a dénombré 1 394 personnes.